# Joris Van Cauter
Joris Van Cauter (Dendermonde, 22 februari 1975) is een Belgisch advocaat en strafrechtdeskundige. Hij is ook auteur van opiniestukken, voornamelijk in de kranten De Standaard en De Morgen. Sinds 18 februari 2025 is hij columnist voor De Standaard en verschijnt zijn column om de twee weken.

## Levensloop
De ouders van Van Cauter waren zelfstandige ondernemers. Van Cauter is de jongste van drie kinderen: hij heeft een 12 jaar oudere broer en een 17 jaar oudere zus. Van Cauter haalde met zelfstudie zijn humaniora diploma voor de middenjury.
Van Cauter studeerde moraalwetenschappen aan de Universiteit Gent. In 1998 studeerde hij af in die richting. Vervolgens vatte hij aan dezelfde universiteit een studie rechten aan. In 2002 behaalde hij zijn licentiaatsdiploma in de rechtswetenschappen en begon hij aan de balie van Gent als advocaat onder het stagemeesterschap van mr. Filip D’Hont. Hij is ook houder van het getuigschrift ‘bijzondere opleiding cassatieprocedure in strafzaken’.

### Loopbaan
In 2003 ging Van Cauter aan de slag bij het advocatenkantoor van de procedurepleiter Hans Rieder. Van Cauter werd in Rieders praktijk vennoot in 2008. In 2011 startte hij zijn eigen kantoor op in Gent. Het team achter Van Cauter Advocaten is, anno 2025, 8 medewerkers sterk, onder wie zeven advocaten.
Joris Van Cauter behandelt vaak complexe en gevoelige dossiers, en staat zowel slachtoffers als verdachten bij. De publieke opinie kent hem van diverse spraakmakende rechtszaken zoals de zaak rond voormalig bisschop Roger Vangheluwe, de Kasteelmoord, het voetbalfraudedossier, het euthanasieproces waarin drie artsen terechtstonden voor de dood van psychiatrisch patiënt Tine Nys, het proces-Reuzegom. Van Cauter nam ook de verdediging op van ex-procureur Johan Sabbe, die door een medewerker werd aangeklaagd wegens grensoverschrijdend gedrag. De Gentse strafpleiter staat tevens de curatoren bij als burgerlijke partij in de fraudezaak rond Optima Bank.
Mr. Joris Van Cauter is ook internationaal actief.  Zo behartigde zijn kantoor in België de juridische dossiers van de Brits-Amerikaanse miljonair en mensenrechtenactivist Bill Browder. Deze voormalige hedgefundmanager speurt - sinds in Rusland zijn advocaat Sergej Magnitski werd vermoord - wereldwijd naar miljoenen uit witwasoperaties van Russische oligarchen en het Poetin-regime en laat dat geld door rechters blokkeren. Samen met mr. Karel De Meester stond Van Cauter ook de organisatie Child Focus bij voor het Hof van Justitie van de Europese Unie, met een verzoek om eerdere rechtsspraak inzake dataretentie te herzien. Dit om de strijd tegen online seksueel misbruik van minderjarigen te kunnen opvoeren. Van Cauter was ook de raadsman van de Nederlands-Vlaamse actrice Sand Van Roy in haar zaak tegen de bekende Franse regisseur Luc Besson, die haar zou hebben aangerand.

## Media

### Televisie
In 2017 werkte Van Cauter mee aan de zesdelige Canvasreeks Strafpleiters. In deze serie interviewde Gilles de Coster acht strafpleiters over hun vak en de mens achter het pleidooi. Van Cauter wordt vaak gevraagd als duider of debater in actuaprogramma’s op radio en televisie zoals De Ochtend, De Afspraak, Terzake en De Zevende Dag.

### Kranten
Van Cauter schrijft met regelmaat opgemerkte opiniestukken voor de kranten De Standaard, De Morgen en De Tijd. Sinds 18 februari 2025 is hij ook vast columnist voor De Standaard. In zijn stukken vallen scherpe en onverwachte standpunten, analyses en argumenten op over onder meer trial by media, klassenjustitie en andere pijnpunten in onze justitie, de politiek en onze samenleving.

## Privé
Van Cauter is gehuwd en heeft drie kinderen en twee pluskinderen.

## Trivia
Joris Van Cauter reist graag en is een fervent wandelaar en fietser. Hij heeft ook een voorliefde voor literatuur, poëzie en de Italiaanse renaissance.